# Samuel van Hoogstraten

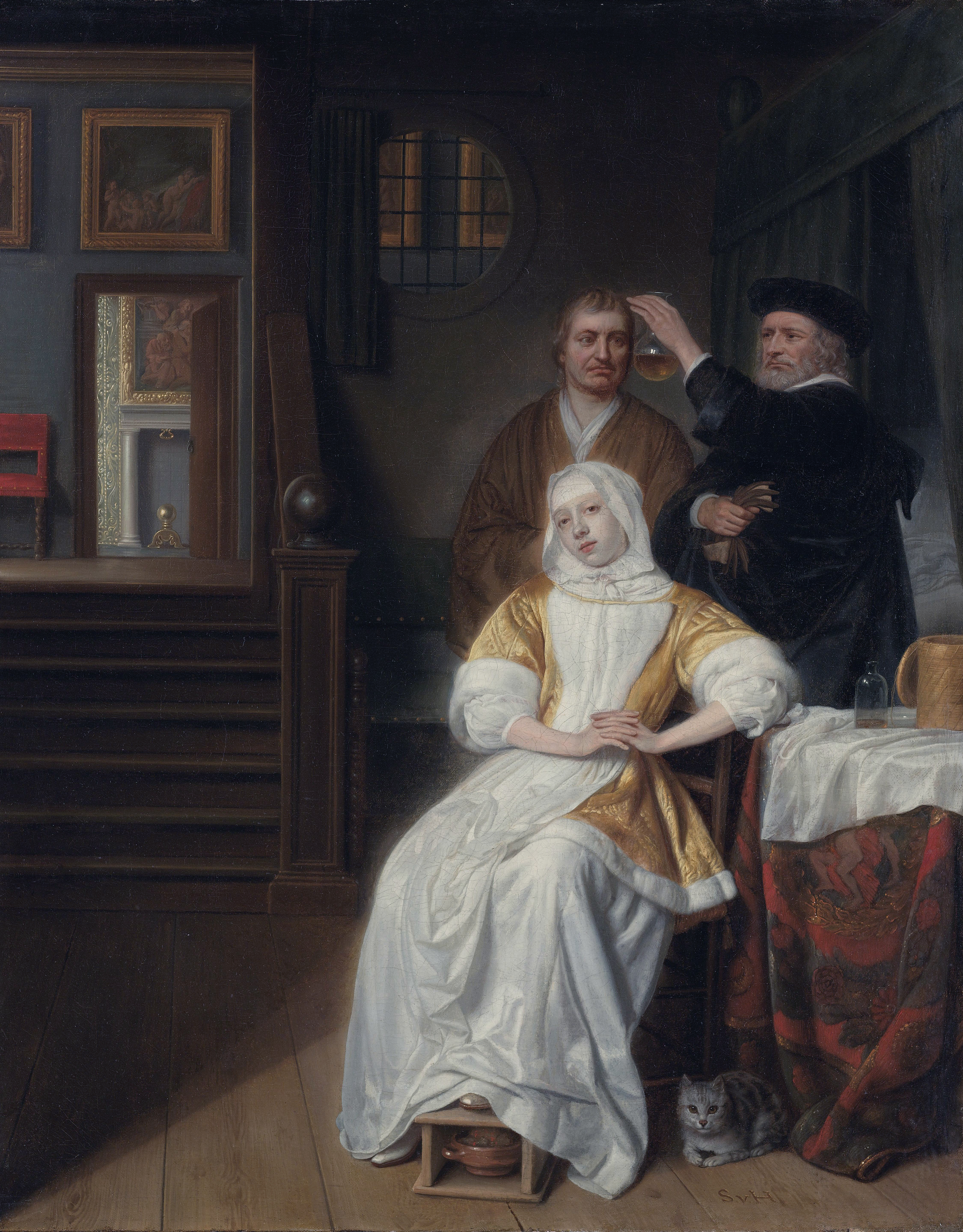
Anemiczna kobieta (ok. 1660)

Samuel van Hoogstraten lub Hoogstraeten (ur. 2 sierpnia 1627 w Dordrechcie, zm. 19 października 1678 tamże) – holenderski malarz i grafik okresu baroku, uczeń Rembrandta.
Uczył się u swojego ojca Dircka van Hoogstratena, a następnie w l. 1642-48 u Rembrandta w Amsterdamie. W 1651 przeniósł się do Wiednia, w 1653 wyjechał do Rzymu. Po pobycie w Londynie w l. 1662-66 osiadł w Holandii. Był członkiem związku malarzy Pictura.
Malował sceny rodzajowe (wizerunki postaci wyglądających przez okno, widoki korytarzy), portrety, martwe natury typu trompe l’oeil. Tworzył grafiki, eksperymentował z narzędziami optycznymi, konstruował zabawki optyczne (perspektywiczne pudełka), pisał traktaty o sztuce (jego wierszowany traktat o malarstwie ukazał się w 1678).
Był nauczycielem Aerta de Geldera.

## Wybrane dzieła
- Anemiczna kobieta (Wizyta lekarza) (ok. 1660) – Amsterdam, Rijksmuseum,
- Autoportret (1647-49) – St. Petersburg, Ermitaż,
- Autoportret w turbanie (ok. 1644) – Haga, Museum Bredius,
- Dziedziniec Hofburgu w Wiedniu (1652) – Wiedeń, Kunsthistorisches Museum,
- Dziewczyna w otwartych drzwiach (1645) – Chicago, Art Institute,
- Martwa natura (ok. 1667) – Karlsruhe, Kunsthalle,
- Mattheeus van den Brocke (1670) – Amsterdam, Rijksmuseum,
- Mężczyzna wyglądający przez okno (1653) – Wiedeń, Kunsthistorisches Museum,
- Portret mężczyzny (1651) – Berlin, Gemaeldegalerie,
- Tobiasz żegnający się z rodzicami (ok. 1650) – St. Petersburg, Ermitaż,
- Trompe l’oeil – martwa natura (1655) – Wiedeń, Akademie der Bildenden Kuenste,
- Widok korytarza (Pantofle) (ok. 1670) – Paryż, Luwr.